# Il gioco dell'amore e del caso
Il gioco dell'amore e del caso è uno dei capolavori teatrali del drammaturgo francese Pierre Carlet de Chamblain de Marivaux.
Si tratta di una commedia che fu rappresentata la prima volta dagli attori della Comédie italienne il 23 gennaio 1730: il successo fu grande e si tennero quindici repliche. Il 28 gennaio l'opera venne allestita a Versailles.

## Trama
L'intreccio dell'opera si basa sullo scambio di ruoli che avviene, per caso, tra alcuni dei personaggi della commedia. Orgone ha una figlia, Silvia, alla quale concede di vestire i panni della sua cameriera, Lisetta, allo scopo di studiare segretamente i comportamenti del suo futuro sposo, il giovane Dorando.
Anche Dorando, però, ha usato lo stesso stratagemma: mascherato da Arlecchino, suo servitore, studierà il comportamento di Silvia. Silvia e Dorando, nei panni dei rispettivi servi, si innamorano e la stessa cosa accade anche ai due servitori che indossano le vesti dei loro padroni.
Silvia è amareggiata dal fatto di essersi innamorata di quello che crede un servo ma Dorando le rivela la sua identità e Silvia, per vendetta, non gli svela di non essere Lisetta e chiede a suo fratello Mario di fingersi uno spasimante per farlo ingelosire e testarne la tempra.
La commedia termina con il doppio matrimonio che si celebra tra Silvia e Dorando e tra Arlecchino e Lisetta.